# Borneogrönskata
Borneogrönskata (Cissa jefferyi) är en fågel i familjen kråkfåglar inom ordningen tättingar.

## Utseende och läte
Borneogrönskatan är en mycket vacker gräsgrön kråkfågel med svart ögonmask och vinröda vingar med ljusare tertialer. Till skillnad från vitspetsad grönskata har den ljusa ögon och saknar vitspetsade mörka tertialer. Sången är varierad, men består vanligen av en haltande serie med visslande toner.

## Utbredning och systematik
Fågeln återfinns i bergstrakter på norra Borneo. Den behandlas som monotypisk, det vill säga att den inte delas in i några underarter.

## Levnadssätt
Arten hittas i bergsskogar upp till trädgränser. Den födosöker i tät vegetation på alla nivåer i skogen.

## Status och hot
Arten har ett stort utbredningsområde, men tros minska i antal, dock inte tillräckligt kraftigt för att den ska betraktas som hotad. Internationella naturvårdsunionen IUCN listar därför arten som livskraftig (LC).

## Namn
Fågelns vetenskapliga artnamn hedrar Jeffrey Whitehead, engelsk börsmäklare och pappa till upptäcktsresande och samlare John Whitehead.